# Епархия Нова-Игуасу
Епархия Нова-Игуасу (лат. Dioecesis Neo-Iguassuensis) — епархия Римско-католической церкви c центром в городе Нова-Игуасу, Бразилия. Епархия Нова-Игуасу входит в митрополию Сан-Себастьян-до-Рио-де-Жанейро. Кафедральным собором епархии Нова-Игуасу является собор святого Антония.

## История
26 марта 1960 года Римский папа Иоанн XXIII издал буллу Quandoquidem verbis, которой учредил епархию Нова-Игуасу, выделив её из епархий Кампуса, Нитероя (сегодня — Архиепархия Нитероя) и Валенсы.
14 марта и 11 октября 1980 года епархия Нова-Игуасу передала часть своей территории для возведения новых епархий Итагуаи и Дуки-ди-Кашиаса.

## Ординарии епархии
- епископ Walmor Battú Wichrowski (23.04.1960 — 31.03.1961);
- епископ Honorato Piazera (14.12.1961 — 12.02.1966);
- епископ Adriano Mandarino Hypólito (29.08.1966 — 9.11.1994);
- епископ Werner Franz Siebenbrock (9.11.1994 — 19.12.2001) — назначен епископом епархии Говернадор-Валадариса;
- епископ Luciano Bergamin (24.07.2002 — по настоящее время).

## Источник
- Annuario Pontificio, Ватикан, 2007
- Булла Quandoquidem verbis, AAS 52 (1960), стр. 876  (лат.)